# Episodi di Il pianeta preistorico (seconda stagione)
La seconda stagione del documentario Il pianeta preistorico, composta da 5 episodi, è stata trasmessa da Apple TV, dal 22 maggio 2023 al 26 maggio dello stesso anno.
A differenza della prima stagione, gli episodi hanno una durata media di circa 35 minuti, tuttavia presentano alla fine degli approfondimenti con i paleontologi assunti come consulenti della serie.

## Episodi

### Isole:
Ambientazioni: Romania - Italia - Madagascar - Penisola Antartica
La seconda stagione si apre dove si era conclusa la prima, sull'Isola di Haţeg, in Romania. Lungo la foce di un fiume, un mosasauro è a caccia in mezzo a delle grosse zattere naturali trascinate dalla corrente. Su una di queste, un maschio di Zalmoxes, in allarme per il predatore, si getta in acqua per cercare di salvarsi. Riesce fortunatamente nel suo intento, raggiungendo una zattera più grossa dove scopre trovarsi anche una femmina della sua stessa specie. I due esemplari vanno così alla deriva verso nuove isole da colonizzare. Ci si sposta poi in un arcipelago nel Nord Italia, dimora di un gruppo di piccoli Tethysadros. Il branco pascola pacificamente, prima di essere colto di sorpresa da alcuni giganteschi pterosauri cacciatori, gli Hatzegopteryx. Gran parte del gruppo si mette in salvo nella fitta vegetazione, eccetto un trio di cuccioli che si nasconde nell'erba alta. Uno di loro va nel panico, venendo divorato da uno dei predatori, permettendo però ai due fratelli di ritornare sani e salvi dalla madre. Intanto in Madagascar, una colonia di curiosi Simosuchus si crogiola al Sole, prima di venir attaccata da una femmina molto affamata di Majungasaurus, rimasta cieca ad un occhio. La colonia riesce in gran parte a salvarsi nascondendosi dentro a delle tane sotterranee, eccetto un maschio, che riesce comunque a difendersi dal vorace abelisauro prima di salvarsi. Viene poi mostrato un altro abitante del Madagascar, una femmina di Adalatherium, un mammifero oviparo. Divenuta da poco madre, la femmina deve cacciare spesso di notte per sostentare i cuccioli appena nati. Il nido incustodito non è comunque esente da rischi: un Masiakasaurus si aggira nei suoi dintorni alla ricerca di prede, venendo però a sua volta predato da un Madtsoia, un serpente gigantesco. Quando i piccoli sono cresciuti abbastanza, la madre decide di trasferirsi con loro verso zone più sicure. Intanto, tra le isole della Penisola Antartica, un piccolo branco di Imperobator vaga per la foresta in cerca di prede. Riescono a scovare un Morrosaurus e subito partono all'inseguimento, ma l'impresa fallisce, in quanto uno dei predatori scivola sulla superficie ghiacciata di un lago, consentendo alla vittima di scappare. Si ritorna infine in un piccolo isolotto nei mari d'Europa, dove un maschio di Hatzegopteryx inizia un rituale di accoppiamento per attirare le femmine. Se ne avvicina una, ed il maschio gli offre una carcassa di giovane Tethysadros prima di inscenare con lei una peculiare danza di corteggiamento, venendo però bruscamente interrotti da un giovane rivale. Il maschio più anziano scaccia l'intruso e riesce così ad accoppiarsi con la sua nuova compagna.
Animali comparsi:
Pterosauro (indeterminato) · Prognathodon (identificato come "mosasauro") · Zalmoxes · Tethyshadros · Hatezegopteryx · Simosuchus · Majungasaurus · Adalatherium · Masiakasaurus · Madtsoia  ·  Imperobator  · Morrosaurus

### Calanchi:
Ambientazioni: India - Mongolia
L'episodio inizia in uno dei luoghi più inospitali della Terra: i trappi del Deccan, in India. Tra i calanchi vulcanici, si fanno strada, nonostante i rischi, branchi di femmine di Isisaurus, alla ricerca di un luogo per nidificare. Dopo aver oltrepassato la coltre di gas velenosi, il gruppo raggiunge i pressi di un'antica caldera, sito di nidificazione degli Isisaurus da generazioni. Le femmine riescono dunque con successo a deporre le uova. L'azione si sposta poi in Mongolia, nei pressi di un altopiano desertico, dove delle famiglie di Velociraptor allevano i propri pulcini. Il gruppo è affamato, ma fortunatamente si presenta una buona occasione: mandrie di Nemegtosaurus, titanosauri della Mongolia e Prenocephale si dirigono verso delle oasi, e per farlo, devono attraversare l'altopiano. Mentre si muovono tra le strettoie, l'arrivo di alcuni Tarbosaurus impanica gli erbivori. Uno dei sauropodi inciampa e viene schiacciato dai suoi simili in fuga, mentre i Prenocephale spaventati vengono inseguiti dai Velociraptor, riuscendo ad ucciderne uno con successo. Sempre nel deserto, alcuni maschi di Corytoraptor sorvegliano i loro nidi. Al mattino il Sole è cocente, e per questo la sera i futuri padri si alzano a turno per sgranchirsi. Tuttavia, una femmina di Kuru kulla si avvicina di soppiatto e riesce a divorare alcune uova dai nidi, rubandone anche una, prima di venir scacciata dagli oviraptorosauri in allarme. In seguito, la femmina da in pasto l'uovo ai propri pulcini. Il mattino seguente, una coppia di giovani Tarchia, entrambi fratelli, riesce a raggiungere, dopo giorni di arduo cammino sotto il Sole, una pozza d'acqua situata dentro un canyon. Mentre uno dei due si ciba di un piccolo arbusto, l'altro scaccia via alcuni Prenocephale raccolti attorno alla pozza, venendo però sorpreso da un enorme maschio della sua stessa specie. Proprio quando lo scontro sembra inevitabile, il primo Tarchia raggiunge il fratello, scoraggiando il rivale. I mesi intanto passano, e nel Deccan si schiudono le uova di Isisaurus. I piccoli appena nati si sfamano con gli escrementi, ricchi di enzimi essenziali, dei genitori, per poi abbandonare la caldera natia approfittando dell'assenza momentanea dei gas tossici. La possibilità di un facile pasto attira ovviamente i predatori: diversi Rajasaurus attaccano il branco, uccidendo molti cuccioli. I sopravvissuti riescono infine, nonostante i rischi, a nascondersi in una vicina foresta.
Animali comparsi:
Isisaurus • Velociraptor • Nemegtosaurus • Titanosauri mongoli (indeterminati) • Prenocephale • Tarbosaurus • Corytoraptor • Kuru • Tarchia • Azdarchide (non identificato) • Rajasaurus

### Paludi:
Ambientazioni: Mongolia - Argentina - Madagascar - Montana
La puntata comincia tra le paludi della Mongolia, dove, su un piccolo isolotto, è nata un'intera nidiata di azdarchidi. I piccoli hanno bisogno di cibo, ed il punto in cui si trovano non ne offre a sufficienza per tutti: per questo, decidono di spiccare il loro primo volo verso un'isola adiacente. Essendo nati da poco, i cuccioli sono ancora inesperti, e per questo, durante il tragitto, vengono facilmente attaccati da alcuni coccodrilli, gli Shamosuchus. Quasi tutti i piccoli vengono divorati, eccetto un paio, che raggiunge fortunatamente la terra ferma. Intanto in Argentina, diversi Austroraptor sono a pesca: durante questo periodo gli esemplari più grossi dominano dei punti strategici dove cacciano più prede possibili, allontanando qualsiasi rivale. In questa circostanza, un giovane maschio tenta di rubare, con successo, gli avanzi degli adulti, approfittando di due esemplari intenti a scontrarsi. In Madagascar è giunta nel mentre anche la stagione delle piogge, e con questa comincia pure la stagione degli amori per le rane Beelzebufo. Un grosso maschio emette i suoi richiami d'amore, prima di essere interrotto da un gruppo di giganteschi Rapetosaurus che subito inizia a lavarsi nel fango dove l'enorme rana si era posizionata. Il maschio cerca quindi di avvicinarsi ad una pozza vicina, ed appena i sauropodi si allontanano, una femmina risponde al suo richiamo. Intanto, in una palude in secca nel Montana, un branco di bizzarri Pachycephalosaurus è alla ricerca di cibo. Un giovane maschio è in agitazione, e sfida l'anziano capobranco per il dominio sul gruppo. Per questa ragione, i due erbivori cominciano a scontrarsi con violenza, usando i loro rubusti crani come se fossero degli arieti. Nonostante un iniziale sopravvento del giovane, quest'ultimo viene sconfitto dal rivale e mandato in esilio dal branco. In un'altra zona più umida della regione, una coppia di Tyrannosaurus rex si aggira in cerca di prede. Di giorno gli erbivori sono troppo in allerta, per questo i T.rex decidono di cacciare al crepuscolo. Alla sera, i due scovano un branco di Edmontosaurus e gli tendono un'imboscata: gli adrosauri vanno nel panico, ed i T.rex riescono così ad uccidere uno degli esemplari in fuga. 
Animali comparsi:
Azdarchidi (indeterminati) • Shamosuchus • Lepisosteidi (indeterminati) • Austroraptor • Masiakasaurus • Beelzebufo • Rapetosaurus • Pachycephalosaurus • Edmontosaurus • Triceratops • Tyrannosaurus

### Oceani:
Ambientazioni: Tetide - Mare Interno Occidentale - Oceano Pacifico - Oceano Antartico
La puntata inizia tra le acquee della Tetide: qui, in mezzo agli scogli, una femmina di Phosphorosaurus trova rifugio dai mosasauri più grossi, prima di cacciare durante la notte. La sera infatti, si radunano grandi banchi di pesci lanterna, che vengono cacciati con successo dalla femmina e da altri suoi simili. Nel Mare Interno Occidentale, intanto, anche altri predatori sono a pesca: gli Hesperornis, uccelli marini adattati alla vita acquatica. Un gruppo è a caccia, venendo però colto di sorpresa da degli enormi Xiphactinus. Questi ultimi, divorano molti Hesperornis, e chi non riesce nell'intento, si ciba dei membri più piccoli della sua stessa specie. Ritornando nelle coste della Tetide, centinaia di piccole ammoniti del genere Nostoceras riescono a salvarsi dalla bassa marea che isola le pozze dove son nate, unendosi tutti assieme a formare un'unica massa che riesce a raggiungere il mare aperto. Non tutte però ce la fanno, venendo mangiate da due pulcini di Pyroraptor. Intanto nel Pacifico, nel mezzo di alcuni atolli corallini, alcune famiglie di Turangisaurus sono alla ricerca di cibo, venendo tuttavia prese di mira da un immenso Mosasaurus hoffmanni, che riesce ad uccidere, dopo un solo tentativo fallito, un giovane esemplare. Nel mentre, i piccoli Nostoceras cresciuti hanno raggiunto alcuni bassifondi algosi dove si raccolgono anche altre specie di ammoniti, come le Baculites e i Diplomoceras, oltre che vari esemplari adulti della loro specie. L'episodio si chiude nelle gelide acquee dell'Antartico, raggiunte da un pod di Morturneria in migrazione, intento a scandagliare il fondale marino usando i loro bizzarri denti.
Animali comparsi:
Mosasaurus • Phosphorosaurus • Myctophidi (indeterminati) • Hesperornis • Xiphactinus • Nostoceras • Pyroraptor • Turangisaurus • Ammoniti (indeterminate) • Baculites • Diplomoceras • Morturneria

### Nord America:
Ambientazioni: Messico - Mare Interno Occidentale - Wyoming - Montana - Alaska
L'ultimo episodio ha inizio sulle coste del Messico, dove un branco di colossali Alamosaurus è in migrazione: tra di loro, un anziano maschio di settantant'anni collassa per un malore sulla battigia, morendo di stenti durante la notte. Il giorno dopo, l'immensa carcassa attira l'attenzione di alcuni piccoli troodontidi che vengono però scacciati via da un Tyrannosaurus rex. Il T.rex comincia a sfamarsi, venendo sorpreso da una coppia di Quetzalcoatlus. I due azdarchidi ingaggiano uno scontro con il teropode, riuscendo momentaneamente ad allontanarlo. In mare, intanto, un temibile Globidens attacca un gruppo di femmine gravide di ammoniti Sphenodiscus, mordendole per il guscio ed ammassandole sul fondale. Le sopravvissute riescono a raggiungere con successo gli scogli dove possono finalmente deporre le loro uova. In un lago salato del Wyoming, nel mentre, una famiglia di Pectinodon è a caccia. Inizialmente i pulcini cercano di cibarsi dei grandi sciami di mosche che si radunano nella zona, fin quando il padre non attacca ed uccide per loro una Styginetta, un parente delle odierne anatre. Contemporaneamente, tra i boschi del Montana, è cominciata la stagione degli amori per i massicci Triceratops: un anziano maschio dalle immense corna sfida un giovane, spezzandogli la punta del corno e riuscendo ad accoppiarsi con successo con una delle femmine presenti. La serie si chiude tra le radure innevate dell'Alaska, dove un branco di Ornithomimus viene attaccato da una femmina di Nanuqsaurus. Uno degli esemplari viene ucciso, e la carcassa viene portata dalla cacciatrice nel suo territorio, dove riesce così a sfamare la sua prole dopo i lunghi mesi invernali.
Animali comparsi:
Alamosaurus • Troodontidi (indeterminati) • Tyrannosaurus • Quetzalcoatlus • Globidens • Sphenodiscus • Styginetta • Pectinodon • Triceratops • Ornithomimus • Nanuqsaurus